# Schaluppe
Eine Schaluppe ist ein kleines, einem Kutter ähnelndes Segelboot mit einem Mast und einem Vorsegel, das oft als größeres Beiboot verwendet wird. Solche Beiboote konnten für Landungsoperationen mit einem mittelkalibrigen Geschütz bewaffnet werden und wurden dann als Kanonenschaluppe (frz. chaloupe cannonière) bezeichnet. Der Begriff „Schaluppe“ wird auch manchmal als fehlerhafte Übersetzung für den Kriegsschiffstyp Sloop oder den Handelsschiffstyp Slup verwendet.
Der Begriff entstammt der französischen Sprache (chaloupe als Bezeichnung für das größte Beiboot eines Schiffes). Früher wurden so auch die größeren, einfachen Boote der Küstenschifffahrt benannt. Die Bezeichnung stammt höchstwahrscheinlich vom flämischen Ausdruck für ein niederländisches Schiff (Sloep) im Zusammenhang mit  sluipen, was so viel wie gleiten, schlüpfen bedeutet.

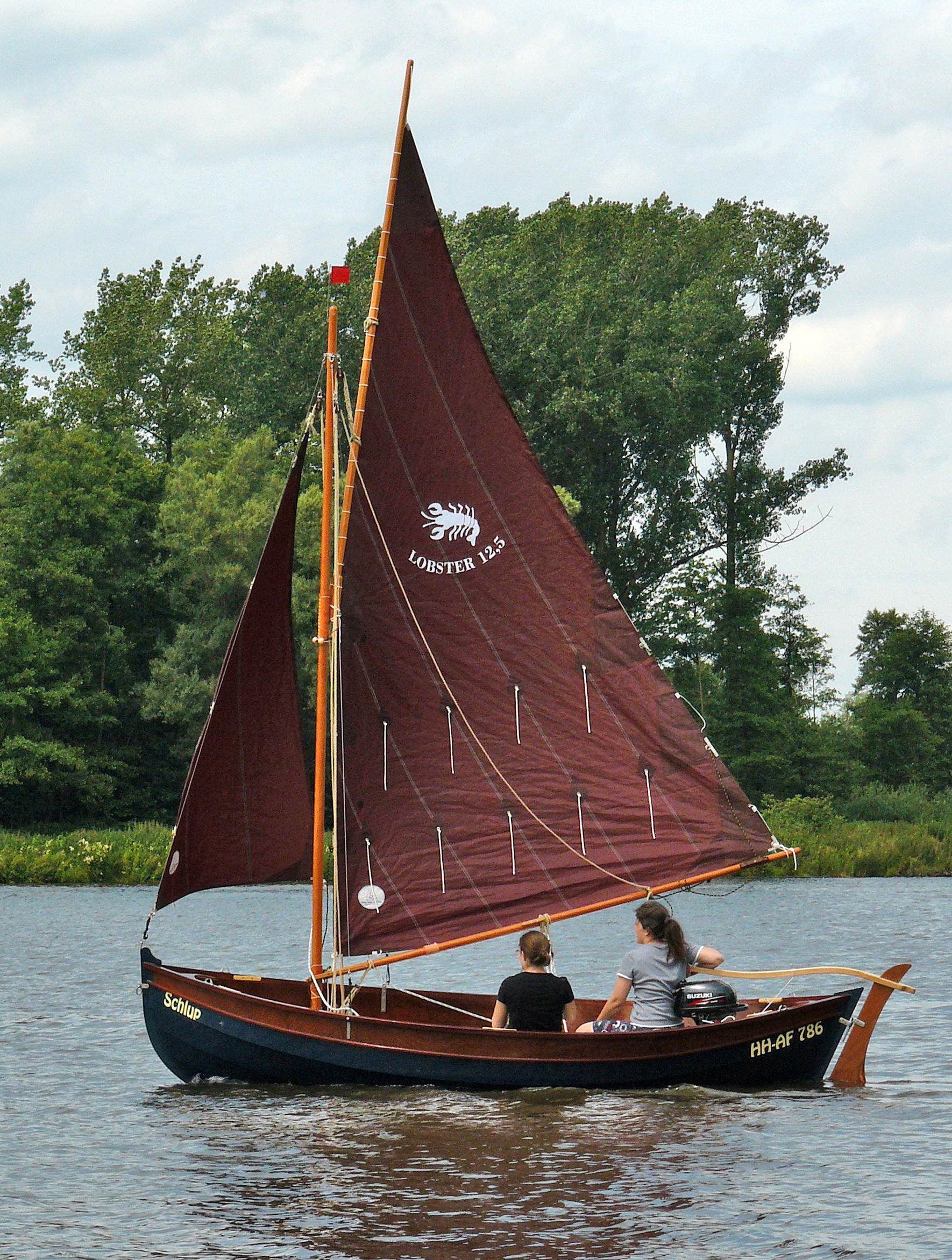
Moderner Nachbau einer holländischen Sloep
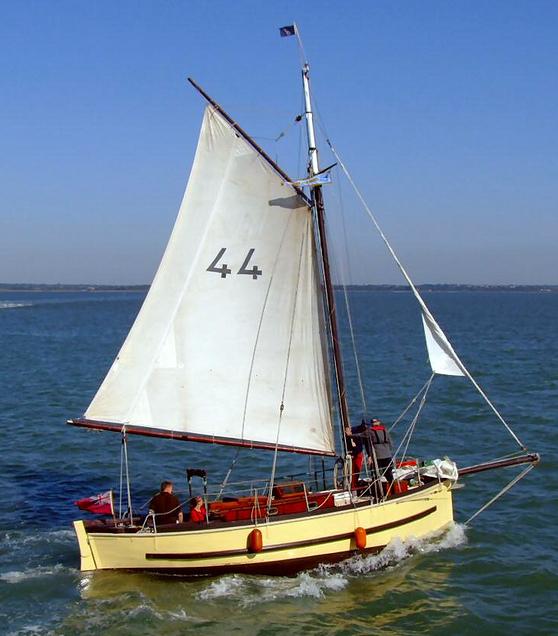
Englische Schaluppe als Freizeitboot mit gerefftem Focksegel
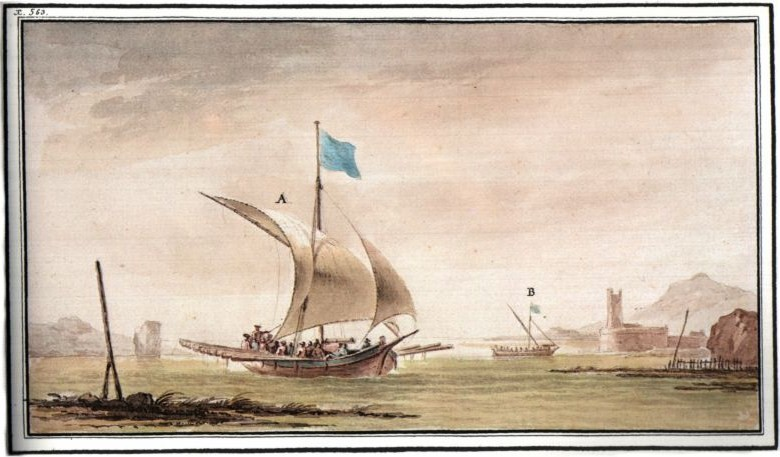
Chaloupe der französischen Kriegsmarine (ca. 1770)